# Frédéric Amouretti
Pour les articles homonymes, voir Amouretti.
Joseph François Frédéric Amouretti, né le 18 juillet 1863 à Toulon et mort le 25 août 1903 à Pierrefeu-du-Var, est un poète, journaliste, militant monarchiste de l'Action française et nationaliste français. Il signait ses écrits sous le nom de Frédéric Amouretti.

## Biographie
Fils d'Étienne Henri Amouretti, médecin de la marine, et d'Anne Marie Guigon, Frédéric Amouretti réside à Cannes et est étudiant à la faculté des lettres lorsque son père décède en 1886. Il sera ainsi dispensé du service militaire comme "fils unique de veuve". Proche du Félibrige, autour de Frédéric Mistral, et de l'École Romane, autour de Jean Moréas, Amouretti est un proche de Charles Maurras, avec lequel il milite en faveur du fédéralisme et de l'idée de décentralisation. À la même époque, il collabore à La Cocarde de Maurice Barrès. Il est également l’un des premiers rédacteurs de la Revue d’Action française avant de mourir prématurément, à l'âge de quarante ans à Pierrefeu-du-var.